# هبة جمال
هبة جمال (15 أبريل 1986 -)، إعلامية سعودية. كانت في قائمة أرابيان بزنس لأكثر 100 امرأة عربية تأثيراً في العالم لسنتين متتاليتين، حيث حلت في المرتبة الـ40 في 2011م، والـ64 في 2012م.

## عن حياتها
عملها في الأساس هو تصميم الأزياء إلا أن العمل الإعلامي اجتذبها، فلم تأت إلى برنامج «كلام نواعم» من خلفية إعلامية أو خبرة مسبقة، حيث كان اهتمامها الأول ينصب على تصميم الأزياء والابتكار في عالم الموضة، وتعد تجربة «كلام نواعم» أول تجربة إعلامية لها. وبعد ظهورها مباشرة كمصممة أزياء في برنامج «كلام نواعم» على ام بي سي 1، عرضت عليها الإدارة رسمياً العمل كمقدمة في البرنامج، وأخذت وقتاً كافياً في التفكير حتى أقدمت على هذه الخطوة واستمرت لفترة طويلة متوقفة في عام 2012، عادت وانتقلت في عام 2013م إلى العمل في قناة روتانا خليجية وقدمت خلالها برنامج نسائي بعنوان «سيدتي».